# Лахніцькі (герб)
Ляхніцький (пол. Lachnicki, Miesiąc i Strzała) - шляхетський герб, різновид герба Сас. 

## Опис герба
У червоному кольорі золотий півмісяць рогами догори, над ним срібна стріла вістрям донизу. Клейнод: три пір'їни страуса. 

## Геральдичний рід
Ляхніцький (Lachnicki, Łachnicki). 